# Gia Lộc (xã)
Gia Lộc là một xã thuộc huyện Chi Lăng, tỉnh Lạng Sơn, Việt Nam.
Xã Gia Lộc có diện tích 41,74 km², dân số năm 1999 là 4.061 người, mật độ dân số đạt 97 người/km².
Theo thống kê năm 2019, xã Gia Lộc có diện tích 41,74 km², dân số là 3.969 người, mật độ dân số đạt 95 người/km². Ngày 01/7/2025 xã Gia Lộc đã cùng các xã Thượng Cường và xã Bằng Hữu sáp nhập vào xã Bằng Mạc, và tên mới các xã sau sáp nhập là xã Bằng Mạc trụ sở chính đặt tại Thôn Làng Giang xã Bằng Mạc, (trước đó nơi này là trụ sở của của xã Gia Lộc cũ).